# Tentativa de golpe de Estado em Burquina Fasso em 2003
A tentativa de golpe de Estado em Burquina Fasso de 2003 foi uma suposta conspiração no Burquina Fasso que ocorreu em outubro de 2003. A tentativa de golpe foi realizada contra o presidente de longa data Blaise Compaoré e o regime do seu partido, o Congresso para a Democracia e o Progresso, e resultou na prisão de vários membros das forças armadas e dissidentes políticos. Mais de uma década depois, Compaoré finalmente seria deposto na revolta burquinense de 2014.

## História

### Antecedentes
Blaise Compaoré, uma figura central das forças armadas no governo revolucionário de seu antecessor Thomas Sankara, chegou ao poder liderando um golpe de Estado em 1987 que matou Sankara. Abolindo muitas das reformas radicais de Sankara, Compaoré assumiu o controle de um país que tinha visto vários golpes fracassados e bem sucedidos desde a sua independência em 1960 – a maioria deles realizados pelos militares.  Durante seu tempo no poder, foi acusado de muitas violações dos direitos humanos usando sua mão de ferro para acabar com a resistência. Para facilitar isso, criou o Regimento de Segurança Presidencial (RSP), uma força de elite acusada de numerosas execuções extrajudiciais e atos de tortura. A lealdade do Regimento de Segurança Presidencial a Compaoré era duvidosa, apesar de seu serviço – em outubro de 1996 vários soldados do regimento, entre eles o comandante Hyacinthe Kafando, foram levados a julgamento por conspiração golpista, possivelmente com envolvimento da Costa do Marfim.   Além da ameaça dos golpes militares, Compaoré também enfrentou a oposição da sociedade civil, tal como uma grande greve geral de 1999. 

### Conspiração e julgamento
Em 7 de outubro de 2003, a alegada tentativa de golpe - e o seu fracasso - foi anunciada publicamente por Abdoulaye Barry, um prefeito governista que presidia o tribunal militar da capital, Uagadugu. Vários foram presos pela polícia. A maioria deles estava ligada aos militares, especialmente ao Regimento de Segurança Presidencial. O oficial de alto escalão a ser preso foi o Comandante Bernadin Poda, acusado de desvio de fundos do exército para financiar o golpe. Entre os detidos também estavam Michel Norbert Tiendrébéogo (líder da Frente das Forças Sociais, um partido político sankarista) e o pastor cristão Israël Pascal Paré.  O número de pessoas presas durante a repressão varia entre as fontes, com algumas citando dez,  outras doze  e outras dezesseis.
Pelo menos um dos supostos conspiradores morreu sob custódia policial sob circunstâncias suspeitas.  A pessoa em questão, o sargento Moussa Kabore, teria se enforcado em sua cela em 8 de outubro.  A embaixada dos Estados Unidos manifestou sua preocupação com o tratamento de outros indivíduos detidos pela tentativa de golpe, e o Movimento pelos Direitos Humanos e dos Povos de Burquina Fasso (MBDHP) queixou-se de que muitos dos detidos estavam sendo mantidos na prisão sem serem acusados por muito mais tempo do que a lei permitia.  No início de novembro, os ativistas do MBDHP foram finalmente autorizados a ver os prisioneiros e relataram que suas condições eram "aceitáveis".
De acordo com fontes do governo, o principal instigador da tentativa de golpe foi o Capitão Luther Diapagri Oualy, que enfrentaria acusações de traição. O procurador-geral Abdoulaye Barry afirmou que Oualy estava em contato com potências estrangeiras, reunindo-se com representantes do governo da Costa do Marfim e do Togo em setembro de 2003. Ambos os países negaram qualquer envolvimento no conluio. Em novembro de 2003, o ministro das Relações Exteriores de Burquina Fasso, Youssouf Ouédraogo, declarou a vários diplomatas que o golpe deveria ocorrer durante uma reunião do gabinete, usando armas recebidas do Regimento de Segurança Presidencial. O capitão Oualy teria comprado três veículos pick-up 4x4, para este fim.
Vários meses depois, a altas horas da noite de 17 de abril de 2004, um tribunal militar em Uagadugu anunciou o veredito do julgamento. O capitão Luther Diapagri Oualy foi condenado a dez anos de prisão, sem liberdade condicional. Outras seis pessoas foram punidas, entre elas pastor Israël Pascal Paré. 